# Convento dei Cappuccini (Spoleto)
Il Convento dei Cappuccini di Spoleto si trova nella frazione di Colle Attivoli, detto anche Colle dei Cappuccini. È raggiungibile a piedi o in macchina partendo dal centro storico della città, passando per viale Matteotti e di seguito per viale dei Cappuccini, fino al numero 7. 

## Storia

### L'ex convento di Sant'Anna
Prima di stabilirsi in cima al Colle Attivoli, i frati Cappuccini erano vissuti trent'anni in un piccolo convento presso la chiesetta di Sant'Anna, sulla strada per Patrico, in un tratto pianeggiante e boscoso detto Valle Bosa (l'attuale Vallecchia) a circa 14 chilometri da Spoleto. Vi rimasero dal 1541 al 1570. Dopo il loro trasferimento, il luogo non fu del tutto abbandonato, i frati infatti continuarono ad accudire la chiesa fino a quando la bolla Instaurandae regularis disciplinae del 1652 emanata da Papa Innocenzo X sulla soppressione dei piccoli conventi, non li costrinse a lasciare definitivamente l'intero complesso. Grazie al cardinale Cesare Facchinetti riuscirono a tornarvi nel 1669. 
Uno dei primi cronisti dell'ordine, P. Bernardino da Colpetrazzo († 1594), fu ospite della piccola comunità, più volte eletto superiore; altro ospite illustre fu S. Giuseppe da Leonessa.
Intorno alla metà dell'800 chiesa, conventino e terreno circostante furono acquistati dalla famiglia Santi, proprietari terrieri appartenenti alla borghesia cittadina, che vi costruì la propria cappella funeraria. 

Da diversi decenni il complesso vive in stato di abbandono, gli edifici sono in totale rovina, si intravedono ancora alcuni brani di affreschi del secolo XVII.

### Il nuovo convento
Nel 1570 il bisogno di uno spazio più grande e più vicino all'abitato, spinse i frati a cercare una nuova sede. Giovanni Battista Baiardi, a quel tempo governatore della città, favorì il loro progetto e consentì la costruzione sul Colle Attivoli di un nuovo convento e di una piccola chiesa intitolata alla B. V. Maria Immacolata di Lourdes, consacrata dieci anni dopo dal vescovo Pietro Orsini. 
L'inaugurazione del luogo e la consacrazione della chiesa erano ricordate in un'immagine, datata 1580, posta sopra il portale della chiesetta, raffigurante il Padreterno, il crocifisso, figure di angeli, iscrizioni bibliche, l'arme del comune, quella degli Orsini e il nome Petrus Ursinus. Dal 1920 l'immagine è scomparsa, dispersa o trafugata, non è dato sapere.
Il convento venne soppresso dai francesi nei primi anni del 1800 e riaperto dopo la restaurazione nel 1814. L'unità d'Italia comportò una nuova chiusura nel 1866 e l'acquisizione dell'edificio da parte dello stato. Grazie a una generosa donazione dei conti Pianciani, i frati lo ricomprarono. 
Dal 1701 al 1907 i cappuccini ebbero l'incarico di spiegare la Sacra Scrittura nel Duomo e dal 1908 di prestare servizio religioso all'Ospedale civile San Matteo degli infermi, servizio tuttora attivo.
Nel 1967 i locali del convento ad uso privato dei frati furono ristrutturati. Altri interventi di restauro dell'edificio, della chiesa e del muro di cinta vennero effettuati intorno al 2010.

## Descrizione
Il convento è immerso nella natura, fra cipressi, lecci e pini neri, che contribuiscono a creare un'atmosfera di grande tranquillità. Il muro di cinta nasconde orti e vigne curati dai frati. L'aspetto odierno dell'edificio è prevalentemente frutto di una ricostruzione novecentesca priva di particolari pregi artistici, finalizzata soltanto ad un allargamento degli spazi. 

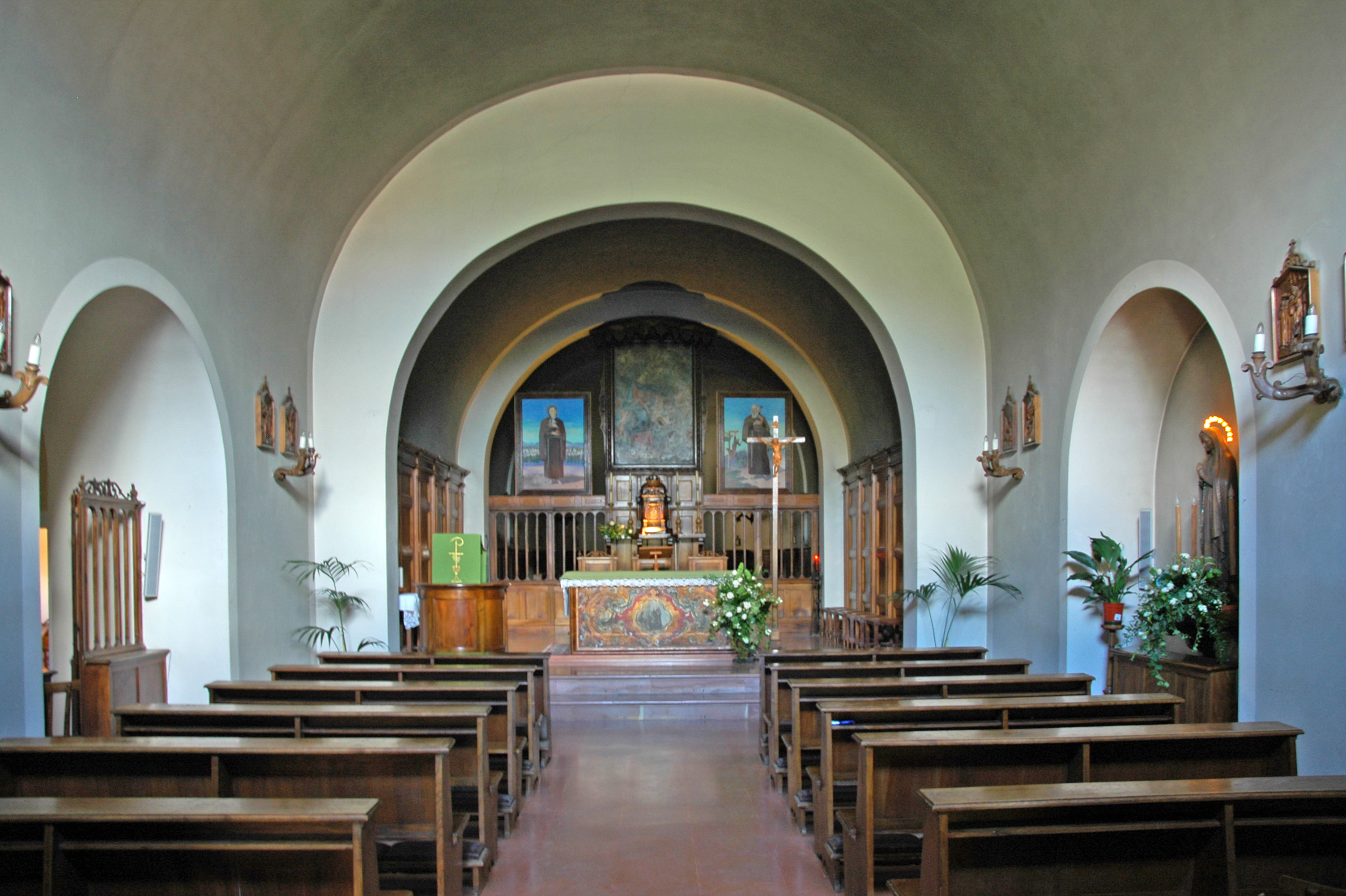
Interno della chiesa della B. V. Maria Immacolata di Lourdes.

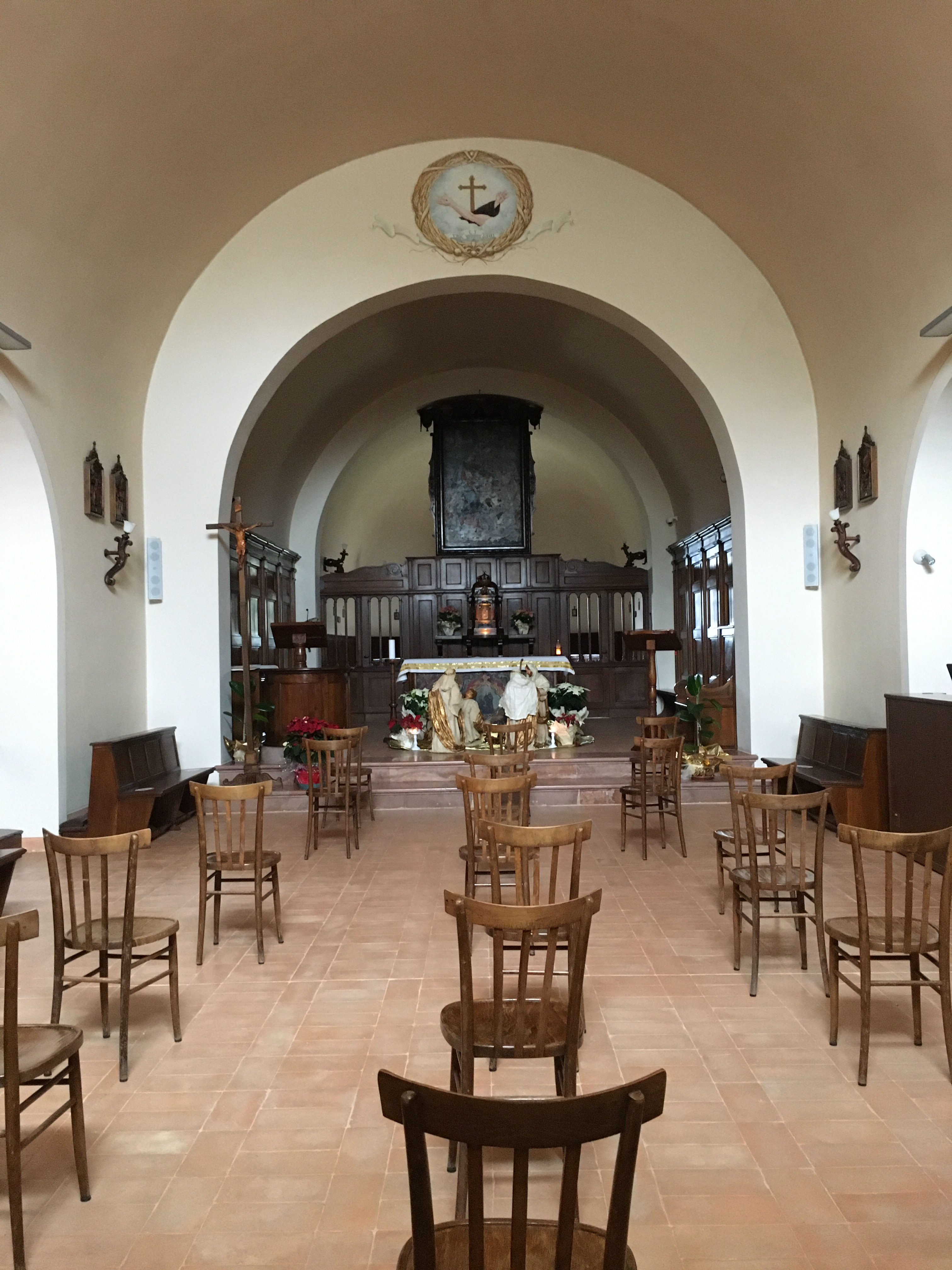
Interno della chiesa, gennaio 2022

La piccola chiesa é a navata unica; l'ingresso è sotto un antico portico un tempo caratterizzato da una cappellina con un affresco dei primi del XVII secolo, poi inglobato all'interno della chiesa stessa.
Sull'altare maggiore è presente una tela, con cornice intagliata, che raffigura la Visione di S. Felice da Cantalice di anonimo umbro di fine seicento; sopra si trova un tabernacolo del 1897, disegnato da padre Serafino da Trevi. 

Sono presenti il coro e due cappelle nella parete sinistra, con altari abbelliti da paliotti settecenteschi in cuoio dipinto rappresentanti S. Fedele da Sigmaringen e S. Lorenzo da Brindisi. In sagrestia si trova un grande dipinto degli inizi del '700 dedicato a S. Giuseppe da Leonessa. Il locale lavatoio conserva un lavabo lapideo di fine ‘600 fra i più interessanti tra quelli presenti nei conventi cappuccini dell'Umbria.
Negli ultimi anni il Convento è stato sede del Pre-postulato provinciale e poi del Postulandato interprovinciale. Dal settembre 2009 al settembre 2014 è stata casa di formazione del Post-Noviziato interprovinciale dell'Italia centrale.